# (35581) 1998 HD40
1998 HD40 (asteroide 35581) é um asteroide da cintura principal. Possui uma excentricidade de 0.15581970 e uma inclinação de 8.96807º.
Este asteroide foi descoberto no dia 20 de abril de 1998 por LINEAR em Socorro.